# Undercover of the Night
〈Undercover of the Night〉는 리드 트랙이자 영국의 로큰롤 밴드 롤링 스톤스의 1983년 음반 《Undercover》의 첫 번째 싱글이다.

## 영감 및 녹음
기타리스트 키스 리처즈가 "믹이 이 곡을 다 짜놨어, 그냥 연주했을 뿐이야"라고 말하는 등 이 곡은 믹 재거 작곡이 주를 이뤘다. 후에 재거는 이 노래가 윌리엄 S. 버러스의 《붉은 밤의 도시들》의 영향을 많이 받았다고 말했는데, 이 소설은 정치적, 성적 억압을 다룬 자유 바퀴 달린 소설이다. 이 보고서는 아르헨티나와 칠레에서 벌어지고 있는 여러 가지 상황에 대해 언급하고 있다. 이 곡은 1982년 말 파리에서 작곡되었을 것으로 보이며, 그 곳에서 음반 녹음이 시작되었다.
2003년에 기타리스트 로니 우드는 그 골치 아픈 글을 "나, 믹, 찰리 와츠... 우리는 이 모든 다른 변화들과 함께 멋진 모험을 시작했다... 그 노래의 종류인 훌륭한 토론과 어쿠스틱 버전이 있었다. 마지막 광택이 나고 광택이 나는 곡은 믹의 비전이 되었을지도 모른다.."
〈Undercover of the Night〉는 롤링 스톤스가 정치사상을 노골적으로 탐구한 몇 안 되는 노래 중 하나이다.
1983년 초 녹음은 시작되었고 그 해 여름 뉴욕의 유명한 히트 팩토리에서 재개되었다. 이 곡에는 두 가지 버전이 있는데, 보통 롤링 스톤스 베이시스트 빌 와이먼이 나오는 미공개 버전과 게스트 로비 셰익스피어가 나오는 발매 버전이다.
이 곡은 봉고에서 팀파니에 이르는 다양한 악기에 슬라이 던바, 마틴 도랑, 무스타파 시스, 브람스 쿤둘이 등장한다. 이 곡의 오르간은 후에 롤링 스톤스의 정규 피아니스트가 된 척 리벨에 의해 공연된다.